# Joaquim Gonçalves Ledo
Joaquim Gonçalves Ledo (Rio de Janeiro, 11 de dezembro de 1781 — Fazenda do Sumidouro, Cachoeiras de Macacu, 19 de maio de 1847) foi um jornalista e político brasileiro.
O primogênito do comerciante Antônio Gonçalves Ledo e de D. Maria dos Reis Ledo, era irmão de Custódio Gonçalves Ledo. Aos 14 anos, mudou-se do Brasil para estudar em Portugal, bacharelou em Coimbra e entrou na Maçonaria.
Retornou ao Rio de Janeiro em 1808 para assumir os negócios da família. Continuou na Maçonaria e ingressou na política, lutando a favor da independência. Tornou-se adversário de José Bonifácio de Andrada e Silva em ambas áreas. Foi o principal responsável e maior articulador do agrupamento político conhecido como Partido Liberal-Radical, um dos movimentos populares mais importantes da primeira década do Brasil independente.
Em 15 de setembro de 1821, fundou o Revérbero Constitucional Fluminense em parceria com Januário da Cunha Barbosa. Considerado um dos articuladores da Independência do Brasil, foi um dos responsáveis pelo Dia do Fico e pela convocação da Assembleia Constituinte de 1822.

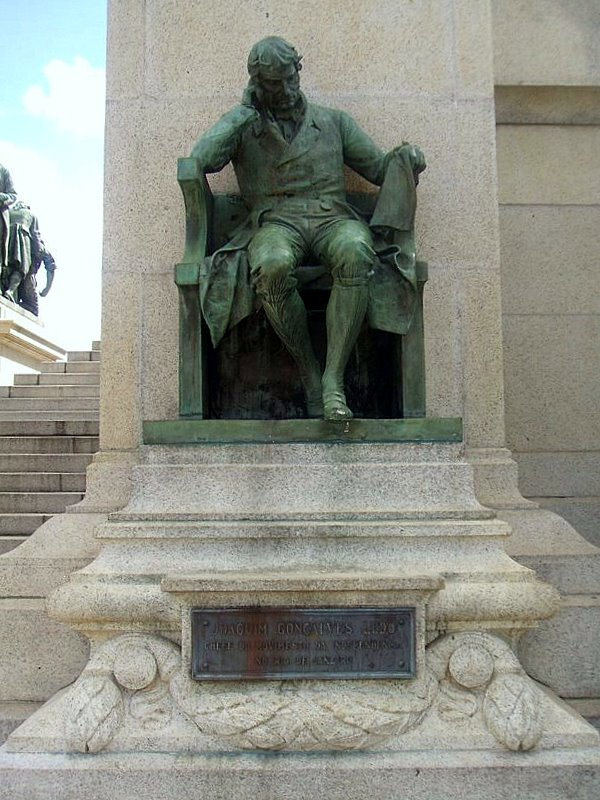
Joaquim Gonçalves Ledo, por Ettore Ximenes. Monumento à Independência, São Paulo.

Casou-se com Ana Carolina de Araújo em 1833. Ledo foi procurador e deputado provincial do Rio de Janeiro até 1834, quando abandonou a política e a maçonaria para viver em sua fazenda em Cachoeiras de Macacu, onde morreu aos 66 anos de ataque cardíaco.

## Início da vida

### Nascimento
Joaquim Gonçalves Ledo nasceu em 11 de dezembro de 1781 no Rio de Janeiro. Era filho primogênito do comerciante Antônio Gonçalves Ledo e de D. Maria dos Reis Ledo. Joaquim era irmão de Custódio Gonçalves Ledo, médico formado em Londres.

### Formação
Em 1795, foi para Portugal terminar os estudos e cursar Direito na Universidade de Coimbra. O contexto era de efervescência revolucionária e o estudante, patriota e idealista, absorveu as ideias liberais e tornou-se maçom.
Devido à morte prematura de seu pai, Ledo retornou ao Brasil em 1808. Diante das dificuldades financeiras, o jovem precisou interromper a universidade e assumir os negócios da família.

## Carreira

### Maçonaria
Ledo continuou a estudar no Rio de Janeiro. Apesar de não ter concluído a sua formação, era considerado advogado por defender vários pleitos com sucesso.
Ajudou a fundar e dirigir a loja maçônica Comércio e Artes, em 1815, e o Clube Recreativo e Cultural da Guarda Velha, em 1818, com o objetivo de atrair aliados a favor da independência brasileira. No mesmo ano, um alvará decretou o fim das atividades da Maçonaria, o fechamento do clube secreto e a prisão de seus membros por conspiração política. Em um decreto posterior, Dom João VI declarou perdão a Ledo.
Em 1820, passou a servir como oficial-mor na Contadoria do Arsenal de Guerra. Aceitou o emprego que lhe pagava o modesto salário de 33 mil réis mensais por patriotismo: propagar as ideias liberais entre os militares graduados e levá-los a Maçonaria.

### Articulador da Independência do Brasil
Enquanto Gonçalves Ledo chefiava, no Rio de Janeiro, a conspiração que visava tornar o Brasil independente de Portugal, José Bonifácio, em São Paulo, não tinha o menor interesse no movimento separatista. Os Liberais-Radicais, comandados por Ledo, uniram-se ao Partido Brasileiro para buscar a independência, mas também a democratização da sociedade brasileira.
Em 1821, as Cortes Gerais e Extraordinárias da Nação Portuguesa ordenavam o retorno de Dom Pedro de Alcântara à Europa como medida a reação dos Liberais-Radicais. Em resposta, Ledo foi um dos responsáveis pelo movimento que reuniu assinaturas a favor da permanência do príncipe. No intitulado Dia do Fico, Dom Pedro I decretou sua  permanência no Brasil, contrariando as ordens de Portugal.
Entretanto quem se destacou foi seu adversário José Bonifácio, nomeado ministro do Reino e dos Estrangeiros. Enquanto isso, Gonçalves Ledo fez-se jornalista e fundou o Revérbero Constitucional Fluminense, com Januário da Cunha Barbosa, em 15 de setembro de 1821. O jornal tornou-se o "clarim das liberdades nacionais", porta-voz da campanha pela Independência do Brasil, combatendo os interesses dinásticos portugueses e reivindicando a constituição de um governo liberal. De acordo com Nicola Aslan, Ledo declarava-se patriota e liberal enquanto Bonifácio mantinha seus laços e interesses com Portugal e com a monarquia absolutista.
Para resistir às ameaças de recolonização, um Conselho de Procuradores Gerais das Províncias do Brasil foi convocado em 16 de fevereiro de 1822. Nesta ocasião, Gonçalves Ledo propôs a convocação de uma Assembleia Constituinte. O príncipe português acatou a sugestão do patriota em junho, quando também o nomeou Procurador da província do Rio de Janeiro e Conselheiro do governo. José Bonifácio foi obrigado a aceitá-la, mas sugeriu a eleição indireta, que prevaleceu contra a vontade de Ledo e dos Liberais-Radicais, que defendiam a eleição direta dos constituintes.
Ledo redigiu o "Manifesto dos Brasileiros" em agosto convocando os brasileiros a se unirem e a lutarem pela emancipação política do país: "Não ouça entre vós, outro grito que não seja união! Do Amazonas ao Prata, não retumbe outro eco que não seja – Independência! Formem todas as nossas províncias o feixe misterioso, que nenhuma força pode quebrar". Em 7 de setembro de 1822, Dom Pedro I rompeu definitivamente os vínculos com Portugal e proclamou a Independência do Brasil. O príncipe foi aclamado Imperador Constitucional do Brasil, no dia 12 de outubro.
Visando fortalecer um dos instrumentos de defesa do país, Gonçalves Ledo e o ministro da Guerra Luís Pereira da Nóbrega propuseram um plano para a organização das Forças Armadas do Brasil, aprovado pelo Imperador em 1823.
Em carta a José Clemente Pereira, Ledo explica que "a Independência de um povo não pode ser feita por um homem só. É obra da opinião pública que é soberana, que é invencível quando lateja a consciência nacional na ânsia da liberdade, aniquilando déspotas e troianos".

### Exílio
O Partido Liberal-Radical foi acusado de radicalismo extremo e Ledo foi ameaçado de morte por Bonifácio. Perseguido por seus capangas, o patriota se vestiu de mulher e se escondeu na fazenda do Barão de São Gonçalo, em Niterói. Com a ajuda de Lourenço Westin, embarcou disfarçado de frade em um navio mercantil sueco para Buenos Aires. Na capital da Argentina, ainda sofreu com calúnias e foi considerado fugitivo. Como o governo não lhe forneceu nenhum subsídio para a sua manutenção, hospedou-se na casa de seu amigo José Rodrigues Braga e trabalhou para garantir o seu sustento. Em outubro de 1823, a injustiça das acusações tornou-se evidente e o Tribunal da Relação do Rio de Janeiro absolveu o liberal por falta de provas. Ledo retornou livre ao Brasil em 21 de novembro.

### Política
Gonçalves Ledo foi eleito Deputado da Assembleia Provincial do Rio de Janeiro em 21 de setembro de 1822, porém a cadeira foi inicialmente ocupada pelo seu suplente, Martim Francisco. Ledo somente assumiu o cargo em 6 de maio de 1826 quando houve a reabertura da Assembleia .
Aos 45 anos, o fluminense que tanto lutou pela emancipação nacional, alcançou uma posição de independência em seus pronunciamentos na Assembleia Legislativa. Sua intervenção nos debates parlamentares era oportuna e não tinha o ímpeto juvenil que o distinguiu entre 1821 e 1822. Durante sua permanência no cargo, Ledo analisou diversos relatórios e entre eles publicou o "Parecer da Comissão de Fazenda da Câmara dos Deputados à Assembleia Geral do Império do Brasil" nos anais do Congresso.
Em 1827, Dom Pedro I abriu a sessão legislativa com uma Fala do Trono. Nessa ocasião, o patriota foi nomeado membro da comissão especial que elaborava a resposta da Assembleia e assumiu a responsabilidade em 1828. No mesmo ano, Ledo foi convidado a ser Ministro mas recusou alegando se achar incapaz de encarar o peso e as dificuldades de tal função. Apesar disso, foi reeleito Deputado geral da Assembleia Provincial do Rio de Janeiro em 1830.
Foi agraciado dignatário da Imperial Ordem do Cruzeiro e da Imperial Ordem de Nosso Senhor Jesus Cristo por Dom Pedro I, mas recusou a Imperial Ordem da Rosa e o título de Marquês. Sobre sua atuação política, Gonçalves Ledo foi descrito por Otávio Tarquínio de Sousa como "figura turva" e "muito comunicativo e alegre" por Afonso de Taunay.

## Últimos anos
Em 1831, Ledo retornou suas atividades maçônicas e fundou três lojas: Educação e Moral, Reunião Brasileira e Amor à Pátria. Redigiu a sua autobiografia e memórias do seu tempo, documentos que fazem parte da história da Independência.
Casou-se com Ana Carolina de Araújo em 1833. Cansado, abandonou a política e a maçonaria em 1834 para dedicar-se a agricultura em sua Fazenda do Sumidouro, no município de Cachoeiras de Macacu, Rio de Janeiro. Ledo teve um ataque cardíaco aos 66 anos e morreu em 19 de maio de 1847.
"Antipatizado pelos políticos, Joaquim Gonçalves Ledo sofreu longo e rigoroso ostracismo que a recordação de seus enormes serviços à causa da independência e o seu arroubado patriotismo deveria ter pelo menos mitigado. Viu-se no fim da vida repudiado pelos partidos. Inteligência de escol faltou-lhe para quiçá o equilíbrio das qualidades, para se tornar um dos dominadores da cena política do seu tempo; era por demais arrebatado e impetuoso, dizem-no os contemporâneos".

## Legado
De acordo com Nicola Aslan, Joaquim Gonçalves Ledo trabalhava em prol de seus ideais liberais-radicais e não por ambicionar cargos, títulos ou honrarias de qualquer espécie. A carta publicada pelo fluminense em 1828 confirma seu espírito entusiasta: "Não vivo para sugar o Tesouro como os Andradas fizeram e fazem. Nunca fui pesado ao meu país e dele jamais recebi pelos meus serviços, pois sempre o servi abnegadamente, recusando qualquer recompensa material".
Existem rumores de que ele incinerou seu acervo de documentos relacionados a sua participação na Independência do Brasil. Mesmo assim, a história mostrou a grande importância de Joaquim Gonçalves Ledo e, Afonso de Taunay, acredita que ele foi o "principal arauto e articulador da Independência brasileira".
"Poucos homens públicos, em nosso país, tiveram o relevo e a notoriedade de Joaquim Gonçalves Ledo, o grande e implacável inimigo de José Bonifácio; aquele que foi o verdadeiro patriarca da nossa independência".

## Títulos e honras
1822:
- Procurador da província do Rio de Janeiro;
- Conselheiro do governo;

1826-1834:
- Deputado da Assembleia Provincial do Rio de Janeiro;
- Dignatário da Imperial Ordem do Cruzeiro e da Imperial Ordem de Nosso Senhor Jesus Cristo;
- Recusou o cargo de Ministro, o título de Marquês e a Imperial Ordem da Rosa;[17]

#### Títulos
- Comenda da Ordem de Cristo;
- Comenda da Ordem dos Cruzeiros.[33]

Homenagens
- Retrato de Joaquim Gonçalves Ledo (1925), por Oscar Pereira da Silva;
- Joaquim Gonçalves Ledo no Monumento à Independência (1926), por Ettore Ximenes;
- Rua Joaquim Gonçalves Ledo, nas cidades de Cachoeiras de Macacu, São Paulo, Diadema, Osasco, São Carlos, Salto, São José do Rio Preto e Nova Iguaçu, Araras;
- Rua Gonçalves Ledo, nas cidades de Niterói, Resende, São Gonçalo, Fortaleza, Rio de Janeiro, Teresina, Goiânia, Belo Horizonte, Foz do Iguaçu e várias outras cidades brasileiras;
- Loja maçônica Joaquim Gonçalves Ledo em Niterói;
- Loja maçônica Fraternidade Joaquim Gonçalves Ledo em Cosmópolis/SP